# يو إس إس جون إف كينيدي (CVN-79)
يو إس إس جون إف كينيدي هي حاملة طائرات تابعة للبحرية الأمريكية أَُطْلِقَت في 29 أكتوبر 2019 وبلغت تكلفة بناء الحاملة 11.34 مليار دولار.